# Decreto de Turda
El Decreto de Turda fue un decreto promulgado por Luis I Anjou de Hungría, autorizando a los nobles a reprimir a las poblaciones rumanas en Transilvania.

## Contexto
El rey Luis I de Hungría pasó seis meses en Transilvania —de octubre a abril—en 1366. El 28 de junio de 1366, mientras residía en Torda (actual Turda), el monarca emitió un decreto a petición de la nobleza transilvana. Esta se había quejado al había rey de que "han padecido, día a día, muchos problemas debidos a las malas artes de muchos malhechores, especialmente rumanos, ... por su manera de ser y su comportamiento desordenado". El decreto real concedió privilegios especiales a la nobleza transilvana "para expulsar, de este país, a los malhechores pertenecientes a cualquier nación, especialmente rumanos". Para ello, el decreto explicaba las reglas del procedimiento legal.
Los historiadores disienten de las circunstancias exactas del decreto y su propósito principal. István Petrovics afirma que el modo de vida móvil de la creciente población rumana causaba conflictos con el los húngaros sedentarios. Según Ioan-Aurel Pop, el decreto demuestra el "resistencia silenciosa" rumana contra el monarca y los nobles que habían intentado privarles de sus propiedades y herencias.